# San Pietro di Feletto
San Pietro di Feletto est une commune de la province de Trévise dans la région Vénétie en Italie.

## Administration
| Période                                  | Période  | Identité                        | Étiquette | Qualité |
| ---------------------------------------- | -------- | ------------------------------- | --------- | ------- |
| 14 juin 2004                             | En cours | Maria Assunta Botteon In Saccon |           |         |
| Les données manquantes sont à compléter. |          |                                 |           |         |

### Hameaux
Bagnolo, Rua, Santa Maria, San Michele.

### Communes limitrophes
Conegliano, Refrontolo, Susegana, Tarzo, Vittorio Veneto.